# Erik Benelius
Josef Paul Erik Benelius, född 17 december 1843 i Wiefelsdorf i Oberpfalz i Bayern, död 14 september 1928 i ’s-Heerenberg i Nederländerna, var en tysk-svensk romersk-katolsk präst.
Benelius föddes som son till folkskolläraren  Johann Baptist Benl och hans hustru Anna Schuierer. Benelius var präst vid Sankta Eugenia katolska församling i Stockholm 1879–1926. Han utgav ett flertal katolska arbeten på svenska och är den förste som till svenska översatte Nya testamentet från Vulgatas latinska text. Benelius, som blev svensk medborgare 1883, flyttade 1926 till Nederländerna, där han avled två år senare.